# Dankovci
Dankovci (Hongaars: Őrfalu, Duits: Thankendorf) is een plaats in Slovenië en maakt deel uit van de gemeente Puconci in de NUTS-3-regio Pomurska. De plaats telde 133 inwoners op 1 januari 2020.